# Moone
Moone (iriska: Maoin) är en ort i republiken Irland.   Den ligger i grevskapet Kildare och provinsen Leinster, i den centrala delen av landet, 50 km sydväst om huvudstaden Dublin. Moone ligger 106 meter över havet och antalet invånare är 1 195.
Terrängen runt Moone är platt, och sluttar västerut.Runt Moone är det ganska tätbefolkat, med 62 invånare per kvadratkilometer. Närmaste större samhälle är Athy, 11,2 km väster om Moone. Trakten runt Moone består i huvudsak av gräsmarker.